# Silnice I/8
Die Silnice I/8 (tschechisch für: „Straße I. Klasse 8“) ist eine tschechische Staatsstraße (Straße I. Klasse).

## Verlauf
Die Straße, die zwischen Prag und Lovosice (Lobositz)  durch die Autobahn Dálnice 8 ersetzt ist, verbindet noch Lovosice mit Teplice (Teplitz) und der deutschen Grenze bei Cínovec (Zinnwald). Sie beginnt derzeit (November 2016) am provisorischen Anschluss (exit 52) Bílinka der Dálnice 8 (Europastraße 55), verläuft in nordwestlicher Richtung durch das Böhmische Mittelgebirge (České středohoří), nimmt in Nové Dvory (Bystřany) die als Schnellstraße ausgebaute Silnice I/63 auf, erreicht bei Teplice (Teplitz) die Silnice I/13, verläuft ein kurzes Stück mit dieser vereint durch Teplitz, setzt sich nach Dubí (Eichwald) und von dort nach Cínovec fort, wo die tschechisch-deutsche Grenze überschritten wird. Auf deutscher Seite bildet die Bundesstraße 170 Richtung Dresden die Fortsetzung.
Die Länge der Straße beträgt noch rund 47 Kilometer.

## Geschichte
Von 1940 bis 1945 bildete die Straße einen Teil der Reichsstraße 170.